# Daniel Woods
Daniel Woods, nacido el 1 de agosto de 1989 en Richardson (Texas), es un escalador profesional estadounidense que se especializa en el búlder. Él también ha creado muchos problemas de búlder en áreas como la madera mágica en Suiza, Rocklands en Sudáfrica, y en el Parque nacional de las Montañas Rocosas en los Estados Unidos.
A pesar de su corta edad, ya ha subido más de un veinte problemas de boulder graduadas 8C (V15). También ganó muchas competiciones como el Campeonato Nacional de Estados Unidos Bouldering (Serie Bouldering americano), y los Juegos de la montaña de Teva.
Se le dice que es uno de los mejores escaladores del mundo.[cita requerida]

## Biografía
Woods empezó a escalar a la edad de 5 años en Dallas, Texas e inmediatamente quedó fascinado por el deporte. En 1997, cuando tenía 8 años, su familia se trasladó a Longmont, Colorado. Woods, a continuación, comenzó a competir y era parte de un equipo de escalada secundaria dirigido por Justin Sjong y Jimmie Redo. 
En 2003, se subió a su 8A primer problema de boulder nominal (V11), la cogida de su digitación. Luego, en 2004 se hizo la primera subida de Echale, clasificación que 8B + (V14) cuando tenía 15 años ganó el campeonato nacional estadounidense Bouldering Series en 2005, 2006, 2007, 2009, 2010, 2012 y 2013 y el Teva juegos de la montaña en la categoría de boulder en 2006, 2007 y 2010.
El 19 de junio de 2007, cuando viajaba en el Parque nacional de las Montañas Rocosas en el área del Caos Cañón, hizo la primera ascensión de Jade, anteriormente denominado Proyecto Verde 45, un proyecto en el que trabajó durante varios años con Dave Graham. Él lo graduó 8C (V15), por lo que es su problema más difícil hasta entonces. Sin embargo, más tarde se volvió a evaluar, y su grado baja a 8B + (V14).
A principios de 2008 a la edad de 18 años, Woods trasladó a Innsbruck, Austria y pasó parte de su tiempo de entrenamiento con Kilian Fischhuber y David Lama. En mayo de 2008, hizo la primera ascensión de En busca del tiempo perdido en Magic Wood en Suiza y evalúa su anuncio a 8C (V15).
En noviembre de 2011, Woods comienza el rodaje de una película de escalada llamado Bienvenido a la capilla con Paul Robinson, Guntram Jörg y Anthony Gullsten. El rodaje duraría cinco meses en los que vagan la escalada de los más famosos y difíciles sitios boulder mundo. El primer paso de su película para que el Magic Wood en Suiza, donde se subió en un punto intermedio 8B + (V14).